# Tuapsé
Tuapsé (en rus: Туапсе́) és una ciutat de Rússia del krai de Krasnodar, està situada a la costa nord-est de la mar Negra, té una població (2002) de 64.238 persones. Disposa d'un port de mar i és part de la zona turística que arriba fins a Sotxi.
Fitogeogràficament es considera que és un dels límits de la regió mediterrània.
Tuapsé es troba en la zona de l'ètnia adigués i el nom de la ciutat significa en idioma adigué "dos rius". La zona va passar a ser de Rússia durant el regnat del Tsar Alexandre I (1801-1825) pel tractat d'Adrianòpolis de l'any 1929. En temps dels grecs antics Tuapsé s'anomenava "Topsida".
Els soviètics hi construïren una terminal de petroli, un dipòsit i una refineria. Els alemanys assetjaren la ciutat durant la batalla del Caucas de la Segona Guerra Mundial provocant danys importants..
El campió mundial d'escacs Vladímir Kràmnik i la guanyadora del concurs de Miss Univers 2005, Natàlia Glèbova, nasqueren a Tuapsé.

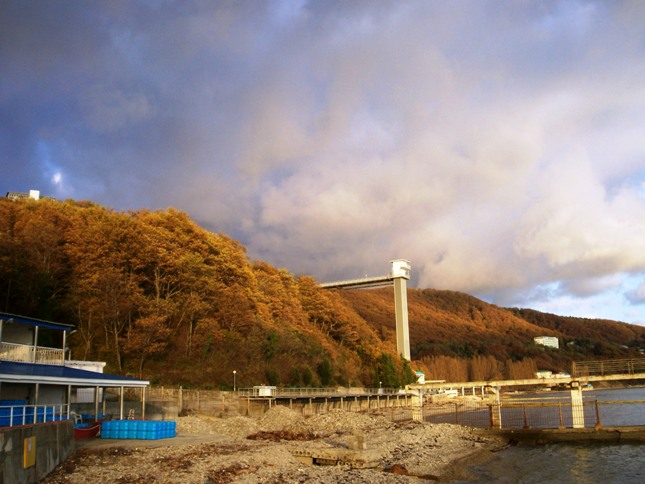
Tuapsé al novembre.